# 村山俊明
村山 俊明（むらやま としあき、1962年7月25日 - ）は、日本の政治家。群馬県大泉町長（3期）。元大泉町議会議員（4期）。

## 来歴
札幌大学中退。1997年、大泉町議会議員に初当選。2005年（平成17年）5月から2007年（平成19年）5月まで議長を務めた。
2013年（平成25年）4月21日に行われた大泉町長選挙に立候補し、元町議の槻岡行支ら2新人を破り初当選を果たした。5月5日、町長就任。
2017年（平成29年）、無投票により再選。2021年、無投票により3選。

## 政策・主張
- 2017年（平成29年）3月31日、外国籍の住民が多いことなどを背景に「あらゆる差別の撤廃をめざす人権擁護条例」を施行した[4]。

- 2019年（平成31年）1月1日、LGBTなど性的少数者のカップルが婚姻に相当する関係にあると認める「パートナーシップ宣誓制度」を導入した。群馬県内では初めて。全国の町村でも初の事例となる[5]。村山は記者会見で「2017年に施行した人権擁護条例の理念から、パートナーシップ制度は不可欠だ。先進地として取り組みたい」と述べた[6]。

- 2022年（令和4年）1月5日夜、町内に住む日系ブラジル人の女性同士のカップルが町役場にある町議会の議場で結婚式を挙げた。村山は新型コロナウイルスの影響で結婚式ができないカップルを公募し、この日、議場を開放。立会人として式を執り行った[7]。